# Ташкентская школа прапорщиков
Ташкентская школа подготовки прапорщиков пехоты, или Ташкентская школа прапорщиков — военно-учебное заведение вооружённых сил императорской России, располагавшееся в Ташкенте. 

## История
Ташкентская школа подготовки прапорщиков пехоты была образована 2 ноября 1915 года «ввиду некомплекта офицеров частей войск округа, а также для посылки пополнений офицерского состава в части войск, находящихся на театре военных действий». Школа готовила нижних чинов к производству в офицеры военного времени — прапорщики, для пополнения офицерского состава частей Туркестанского военного округа и частей, ведущих военные действия на фронтах Первой мировой войны. 
Срок обучения в школе составлял 3 месяца. На курс зачислялось около 200 юнкеров. Первый выпуск из школы состоялся 2 февраля 1916 года. С 15 мая 1916 года Ташкентская школа была переформирована на 4-х месячный курс обучения и укомплектована воспитанниками высших учебных заведений, призванных по мобилизации. В дальнейшем школе был возвращён 3-х месячный курс обучения. За время существования из школы было произведено не менее 8 выпусков, офицерское звание получили не менее 1800 человек.
Школа размещалась в помещениях казармы № 564 крепостной артиллерийской роты, которая с одной стороны примыкали к Ташкентской крепости, а с другой стороны выходила на Махрамский проспект, то есть находилась практически в центре города. Казармы юнкеров располагались на втором этаже здания, первый этаж был отведён для подготовительной роты.
Начальником Ташкентской школы прапорщиков был назначен подполковник Сергей Владимирович Савицкий, бывший до этого офицером-воспитателем Ташкентского кадетского корпуса. 
Юнкера Ташкентской школы прапорщиков наряду с юнкерами Ташкентского военного училища и кадетами Ташкентского кадетского корпуса в октябре 1917 года участвовали в боях по защите власти Временного правительства в Ташкенте во время вооружённого захвата власти от имени Советов рабочих, крестьянских и солдатских депутатов коалицией большевиков и левых эсеров.
Ташкентская школа прапорщиков просуществовала до начала ноября 1917 года, когда была расформирована по решению советских властей.